# René Bretonnayau
Cet article possède un paronyme, voir Bretonneau.
René Bretonnayau, né à Vernantes, est un médecin et poète français de la Renaissance.

## Biographie
René Bretonnayau, médecin établi à Loches à la fin du XVIe siècle, fait partie d'une lignée de chirurgiens et d'apothicaires. Il est l'ancêtre de Pierre Bretonneau (1778-1862).
Sa vie n'est pas documentée, il n'est connu que par un long ouvrage L'Esculape où il entreprend de mettre la médecine en vers. L'ouvrage porte son portrait et l'anagramme de son nom : à naitre ou bien être (voir le portrait ci-contre).
Il aurait reçu des éloges de la part de La Croix du Maine (1552-1592), mais dans le Dictionnaire de Panckoucke (1820) il est estimé « médecin peu habile et versificateur plus que médiocre ».

## Œuvres
- La Génération de l'homme et le temple de l'âme, avec autres œuvres poëtiques extraites de l'Esculape de René Bretonnayau, Paris, A. L'Angelier, 1583, in-4.

« Le médecin Bretonnayau exhibe et exalte cette complicité de la connaissance et du désir, par érotisation de l'observation médicale ». Il veut démontrer que l'amour de la science, celle d'Hippocrate et Galien, peut s'allier à la passion des Belles-lettres et de la poésie.
On lui attribue aussi :
- Histoire d'une femme qui a porté enfant vingt-trois mois et qui, enfin, a été tiré par le côté os par os. Tours, 1580, in-8.